# Ђорђе Гец
Ђорђе Гец (Београд, 1965 — Београд, 2014) био је српски архитекта, оснивач и власник студија FLUID:ARCHITECTURE. Највише се бавио ентеријерима, али је имао и значајног успеха као аутор објеката у целини и конкурсних радова.
2006. оснива свој студио „Флуид“, у коме ради са колегиницама: Вањом Оташевић, Невеном Пивић и Зораном Васић.

## Најзначајнија дела
- Реконструкција хола Музеја историје Југославије, Београд[1]
- Ноћни клуб The Tube, Београд[1]
- Диско бар Младост, Београд[1]
- Бар Лудост, Београд[2]
- Кафе , Београд[2]
- Клуб Ласта, Београд[2]

## Награде
- 2006, 2. награда на јавном и позивном анонимном конкурсу за израду идејног архитектонско-урбанистичког решења пословног објекта на углу улица Боре Станковића и Стојана Протића у Београду[3]
- 2007, Објекат за смештај акутних и субакутних неуропсихијатријских болесника у оквиру комплекса Специјалне болнице у Ковину, коаутор Спасоје Павловић.[4]
- 2009, једна од две додељене 1. награде на јавном конкурсу за уређење Каленић пијаце у Београду, заједно са Невеном Стојовић, Аном Филиповић и Јованом Цветковић.[5]
- 2012, Награда „Александар Шалетић“ на 43. мајској изложби УЛУПУДС[6], са Светиславом Мартиновићем и Богданом Славицом